# Amós Salvador Sáenz y Carreras
Amós Salvador Sáenz y Carreras (Logronyo, 1879 - Madrid, 1963) fou un arquitecte i polític espanyol, diputat a les Corts Espanyoles durant la restauració borbònica i durant la Segona República Espanyola.

## Biografia
Membre d'una família de polítics liberals, fou el més gran dels tres fills d'Amós Salvador Rodrigáñez. Va estudiar Arquitectura a Madrid, i després de llicenciar-se en 1902 va establir el seu despatx al carrer Tetuán, al mateix edifici en què es trobava la seva pròpia casa. En l'exercici de la professió va projectar i va construir nombroses obres, entre les quals cal citar la més famosa, la fàbrica de la Perfumeria Gal de Madrid, al final de la carrer de la Princesa o la remodelació total de l'antiga fàbrica de tabacs del carrer Embajadores, també a Madrid. A la seva ciutat natal, Logronyo, també va projectar alguns treballs. La major concentració d'edificis de la seva mà es troba, no obstant això, a Vall de Laciana, comarca del nord-oest lleonès en la qual va construir diversos edificis escolars i cases per a particulars en la dècada de 1910. A aquesta comarca va estar vinculat a través de la seva esposa, Josefina Álvarez Carballo y Prieto, qui pertanyia a una acabalada família d'aquesta zona.
Lliurepensador i intel·lectual, va formar part des de la seva joventut de l'Ateneo de Madrid i allí va conèixer Manuel Azaña i Cipriano de Rivas Cherif, entre d'altres. Va fundar al costat del seu germà Miguel Salvador y Carreras la Universitat Popular de Madrid en 1903. Hi ha notícia dels seus continuats viatges per Espanya i l'estranger, de la seva afició a la lectura i la fotografia, així com del fet que posseïa la millor biblioteca particular d'arquitectura del seu temps.
Va iniciar la seva carrera política com a diputat pel districte de Ponferrada com a membre del Partit Liberal a les eleccions generals espanyoles de 1910 tornant a obtenir un escó pel districte d'Albocàsser (Castelló) a les eleccions de 1916 i 1918.
Després fou elegit diputat per la circumscripció de Logronyo en les eleccions generals espanyoles de 1919, 1920 i 1923 i, després de proclamar-se la Segona República Espanyola, a les eleccions de 1933 com a membre d'Unió Republicana, i a les eleccions de 1936 en representació d'Izquierda Republicana. Va ser ministre de Governació entre el 19 de febrer i el 2 de maig de 1936 sota la presidència de Manuel Azaña.
Després del final de la guerra civil, va estar refugiat a França i es va exiliar, posteriorment, en Caracas fins a 1945, amb algunes estades en Nova York, d'on resideix a hija Mercedes, junt amb el seu marido, Demetrio Delgado de Torres, que durant la Guerra Civil havia estat Subsecretario d'Economia i assessor personal de Juan Negrín. En 1943-1944 va ser delegat de la Junta Española de Liberación a Veneçuela, liderada per Martínez Barrio i Prieto des de Mèxic, sent substituït per Toribio Etxebarria Ibarbia.
Sotmès a l'expropiació dels seus béns pel Tribunal de Responsabilitats Polítiques franquista, que li va imposar la sanció més alta imposada pel franquisme a un ciutadà espanyol, 100 milions de pessetes, que finalment i després de molts anys de batalla judicial es convertiren en 100.000 pessetes, va poder tornar en 1949 a Madrid, per morir en 1963.